# Papowo Biskupie (gromada)
Papowo Biskupie – dawna gromada, czyli najmniejsza jednostka podziału terytorialnego Polskiej Rzeczypospolitej Ludowej w latach 1954–1972.
Gromady, z gromadzkimi radami narodowymi (GRN) jako organami władzy najniższego stopnia na wsi, funkcjonowały od reformy reorganizującej administrację wiejską przeprowadzonej jesienią 1954 do momentu ich zniesienia z dniem 1 stycznia 1973, tym samym wypierając organizację gminną w latach 1954–1972.
Gromadę Papowo Biskupie z siedzibą GRN w Papowie Biskupim utworzono – jako jedną z 8759 gromad na obszarze Polski – w powiecie chełmińskim w woj. bydgoskim, na mocy uchwały nr 24/4 WRN w Bydgoszczy z dnia 5 października 1954. W skład jednostki weszły obszary dotychczasowych gromad Papowo-Biskupie, Kucborek, Folgowo i Zegartowice oraz wieś Falęcin z dotychczasowej gromady Falęcin ze zniesionej gminy Papowo Biskupie w tymże powiecie. Dla gromady ustalono 23 członków gromadzkiej rady narodowej.
31 grudnia 1961 do gromady Papowo Biskupie włączono wsie Dubielno, Firlus, Młyńsk, Nowy Dwór, Niemczyk i Wrocławki ze zniesionej gromady Firlus w tymże powiecie.
Według stanu na rok 1966 gromada obejmowała powierzchnię 60,6 km² i zamieszkana była przez 3943 mieszkańców. W jej skład wchodziły następujące sołectwa: Dubielno, Falęcin, Firlus (wraz z wsią Młyńsk), Kucborek, Nowy Dwór (dzisiejszy Nowy Dwór Królewski, wraz z wsiami Niemczyk i Wrocławki), Papowo Biskupie, Staw (wraz z wsią Folgowo), Zegartowice, Żygląd.
Gromada przetrwała do końca 1972 roku, czyli do kolejnej reformy gminnej. 1 stycznia 1973 w powiecie chełmińskim reaktywowano gminę Papowo Biskupie.